# Bill Gates
William Henry Gates III, detto Bill (Seattle, 28 ottobre 1955), è un imprenditore, programmatore, informatico e filantropo statunitense.
È conosciuto come il principale fondatore di Microsoft Corporation. Durante la sua carriera in Microsoft, Gates ha tenuto le posizioni di presidente del consiglio di amministrazione (chairman), amministratore delegato (AD) e chief software architect, ed è anche stato il maggior azionista individuale fino a maggio del 2014.
Nato e cresciuto a Seattle nello Stato di Washington, Gates avviò Microsoft con l'amico di infanzia Paul Allen nel 1975 a Albuquerque, Nuovo Messico; sarebbe diventata l'azienda di software per personal computer più grande al mondo. Gates guidò l'azienda sia come chairman sia come CEO fino a gennaio 2000, quando si dimise dal ruolo di CEO, ma rimase chairman e diventò chief software architect. A giugno 2006, Gates annunciò che sarebbe passato a un ruolo part-time in Microsoft e per concentrarsi a tempo pieno nella Fondazione Bill & Melinda Gates, la fondazione privata di beneficenza che lui e la ex moglie, Melinda Gates, istituirono nel 2000. Trasferì gradualmente i suoi incarichi a Ray Ozzie e Craig Mundie. Si dimise da chairman di Microsoft a febbraio del 2014 e assunse un nuovo ruolo come advisor tecnologico del nuovo CEO Satya Nadella.
Gates è uno dei più conosciuti imprenditori della rivoluzione del personal computer. È stato criticato per le tattiche commerciali, che sono state considerate anti-competitive. Questa opinione è stata sostenuta da numerose sentenze giudiziarie.
Dal 1987, Gates è incluso nella lista delle persone più ricche del mondo secondo Forbes. Dal 1995 al 2017, eccetto che per quattro anni, deteneva il titolo di persona più ricca del mondo, e lo ha detenuto ininterrottamente da marzo 2014 a luglio 2017, con un patrimonio stimato di US$89,9 miliardi a ottobre 2017. Tuttavia, il 27 luglio 2017, e dal 27 ottobre 2017, è stato sorpassato dal fondatore e CEO di Amazon.com Jeff Bezos, che al tempo aveva un patrimonio stimato di US$90,6 miliardi.
Secondo Forbes, al 4 maggio 2025, Gates ha un patrimonio stimato di 113 miliardi di dollari, rendendolo la tredicesima persona più ricca del mondo.
Dopo aver lasciato Microsoft, Gates perseguì una serie di imprese filantropiche. Donò grandi quantità di denaro a diverse organizzazioni di beneficenza e a vari progetti di ricerca scientifica attraverso la Fondazione Bill & Melinda Gates, ritenuta la fondazione privata più grande al mondo. Nel 2009, Gates e Warren Buffett fondarono The Giving Pledge, campagna per mezzo della quale loro e altri miliardari si impegnano di donare almeno metà del proprio patrimonio alla filantropia. La fondazione lavora per salvare vite e migliorare la salute globale, e sta lavorando con l'associazione filantropica Rotary International per debellare la poliomielite.
Nel 2021 acquista la maggioranza della catena alberghiera Four Seasons da Al Waleed bin Talal per 2,2 miliardi di dollari passando dal precedente 47% al 71% delle quote.

## Biografia

### Infanzia e adolescenza
Nato in una famiglia di origini inglesi, tedesche, irlandesi, elvetiche e scozzesi, il padre William Henry Gates II (1925-2020) era un noto avvocato, mentre la madre Mary Maxwell (1929-1994) sedeva nel consiglio di amministrazione di First Interstate BancSystem e United Way ed era professoressa all'Università del Washington. Il nonno materno di Gates, JW Maxwell, era banchiere. In un primo tempo, entrambi i genitori avrebbero desiderato che il piccolo Bill intraprendesse studi giuridici.
Nel 1968, l'anno in cui si iscrisse alla prestigiosa scuola privata Lakeside, Gates ebbe accesso per la prima volta a un computer, ovvero un DEC PDP-10 di proprietà della Computer Center Corporation. La scuola aveva affittato un certo numero di ore di utilizzo con lo scopo di scoprire e correggere i bug. Gates, il compagno di studi Paul Allen e altri studenti (alcuni dei quali diverranno poi dipendenti di Microsoft), divennero inseparabili dal computer. Cominciarono anche ad avere problemi con la scuola, arrivando in ritardo o con i compiti non svolti, marinando la scuola per rimanere invece nel locale del computer. Pare che consumassero così tutte le ore a disposizione della scuola in poche settimane.
Nell'autunno del 1968 la scuola si accordò con una nuova società per offrire un altro computer a disposizione anche degli studenti. Il gruppetto di Gates non impiegò molto tempo per provocare problemi, causando vari blocchi al sistema e superando i sistemi di sicurezza integrati. Così riuscirono a modificare il numero di ore da loro usate al computer. Scoperti, furono banditi per alcune settimane dal computer. Alla fine del 1968, Gates, Allen e altri due del gruppo (Ric Weiland e Kent Evans), fondarono la Lakeside Programmers Group. La stessa società che li aveva banditi li assunse per trovare le debolezze del loro sistema, e in cambio diede loro tempo illimitato per usare il computer. Nel marzo del 1970 la società chiuse e la Lakeside Programmers Group dovette cercare altri modi per ottenere accesso a un computer.
Trovarono la Information Sciences Inc., che li scelse per la creazione di un programma di gestione paghe, promettendo in cambio, oltre all'accesso al computer, anche una royalty se dai programmi del gruppo si fossero avuti dei guadagni. In quel periodo accadde che gli altri tre del gruppo chiesero a Gates di lasciare il gruppo, perché il lavoro non sembrava sufficiente per tutti, ma Gates li convinse a rimanere.

### I primi progetti e università
(Bill Gates)
Successivamente nel 1972 Bill e Paul fondarono la Traf-O-Data, che progettò un computer per misurare il traffico stradale (ne ricavarono ventimila dollari). La Traf-O-Data durò fino alla fine degli studi di Bill. I due lavorarono insieme anche per informatizzare il sistema di gestione della scuola (ricavando 4.200 dollari). Negli ultimi anni di scuola, ricevettero un'offerta dalla TRW: dovevano non solo trovare le debolezze del loro sistema ma anche implementare i rimedi.
Nel 1973 Gary Kildall scrisse un semplice sistema operativo, il CP/M (Control Program/Monitor), e lasciò i sorgenti accessibili a tutti per scopi didattici.
Da studente, come alle scuole superiori, non ottenne risultati di particolare rilievo. E si perse nuovamente nel centro informatico dell'istituto. A Lakeside, Gates, Allen e un loro amico, Paul Gilbert, esperto nel cablaggio elettronico, costruirono un loro computer, usando il processore Intel 8008. Il gruppo ebbe l'opportunità di fare una dimostrazione del prodotto, ma dopo il fallimento della prova, l'idea di fondare una società per produrre hardware di computer fu abbandonata.
Alla fine del primo anno ad Harvard, Gates convinse Allen a traslocare per poter dare seguito ai loro progetti. Nell'estate del 1974, ambedue trovarono lavoro alla Honeywell. Verso la fine dell'estate, Allen insistette sempre più con l'idea che dovevano fondare una società di software.
Nel dicembre 1974 uscì sul mercato americano il primo kit di montaggio per Microcomputer Altair 8800. Gates e Allen intuirono che il mercato dei computer personali stava per esplodere e sarebbero serviti dei software per le nuove macchine. Incominciarono così a sviluppare software usando l'hardware della General Electric, con cui Gates e Allen avevano avuto le prime esperienze, e il linguaggio BASIC. Questo era disponibile anche sulle macchine DEC e Gates pensò di contattare la MITS, società produttrice dell'Altair, proponendo software specifico per il loro modello Altair 8800. La società si disse molto interessata e Gates, lavorando freneticamente, in otto settimane produsse le modifiche, mentre Allen sviluppò un simulatore dell'Altair sul PDP-10 della scuola. Monte Davidoff si unì al gruppo e scrisse alcuni pacchetti matematici. Successivamente Allen portò il programma alla società per la prima prova sull'Altair: una volta superata la prova la società acquistò il software, che venne commercializzato col nome di Altair BASIC.

### La nascita di Microsoft Corp.
(Bill Gates, 1975)

Bill Gates sul lago di Como nel 1995

Ad Albuquerque Bill Gates e Paul Allen il 4 aprile 1975 diedero vita a Micro-soft, creata dopo che Gates abbandonò gli studi presso l'Università di Harvard.
Sempre nel 1975, Gates scrisse un articolo sul problema dell'ordinamento delle frittelle (nella letteratura in lingua inglese, Pancake sorting è una variante degli algoritmi di ordinamento in cui l'unica operazione ammessa è invertire gli elementi di una parte iniziale - un prefisso - della successione), proponendo una soluzione migliorata solo nel 2008. Il 1º gennaio del 1979 Bill Gates spostò la Microsoft con i suoi 16 dipendenti a Seattle (Washington). Nelle assunzioni Gates preferì persone intelligenti e senza precedente esperienza di lavoro. Nel 1981, l'anno in cui Microsoft concesse il sistema operativo MS-DOS in licenza a IBM, venne scattata una storica foto, in cui Bill Gates e Paul Allen sono circondati dai primi PC dell'epoca, in pratica derivati dalla fusione di un monitor CRT e una tastiera.
L'espansione portò allo sviluppo di un foglio di calcolo elettronico Multiplan per Apple II e per PC con sistema operativo CP/M nel 1982 e di Microsoft Word nel 1983.
Bruce Horn negli stessi anni era studente ospite alla Xerox e aiutò nella programmazione di Smalltalk (in italiano: conversazioni). Smalltalk era un linguaggio di programmazione sperimentale, object-oriented, ma aveva un'interfaccia grafica con testo selezionato per mezzo di un mouse (a tre tasti), menù di tipo pop-up, finestre (windows). Nel 1980 Bruce Horn portò Smalltalk su una macchina basata su processore Intel 80186, il Mycron-2000. Negli stessi anni la Apple Computer distribuì vari sistemi operativi DOS e la Digital Reaserch scrisse il CP/M. Tim Paterson partendo dai sorgenti del CP/M scrive in un paio di mesi il sistema operativo QDOS (Quick and Dirty Operating System) per essere usato sui computer basati sull'Intel 8086 prodotti da Seattle Computer Products al posto del CP/M-86 che la Digital Research tardava a completare.
Tim Paterson mostrò a Microsoft il suo 86-DOS e, nel dicembre 1980, Gates acquistò il sistema operativo SCP-DOS da Seattle Computer Products, chiedendo i diritti per un cliente che non specificava (si trattava dell'IBM, la madre Mary Gates era nel c.d.a. della United Way con il CEO John Opel). Microsoft pagò meno di 100 000 $ per i diritti del sistema operativo, con il nome 86-DOS. Microsoft chiamò Paterson, che la SCP non aveva legato con un contratto esclusivo, per adattare il 86-DOS all'IBM 5150 PC e poi al PC-XT dell'IBM. Il sistema operativo modificato fu chiamato MS-DOS. L'IBM si rifiutò di comperare la licenza di MS-DOS e allora Gates fece un accordo secondo cui avrebbe fornito all'IBM i sistemi operativi per la nuova linea di personal computer. L'IBM a sua volta modificò leggermente il sistema operativo e lo chiamò PC-DOS.

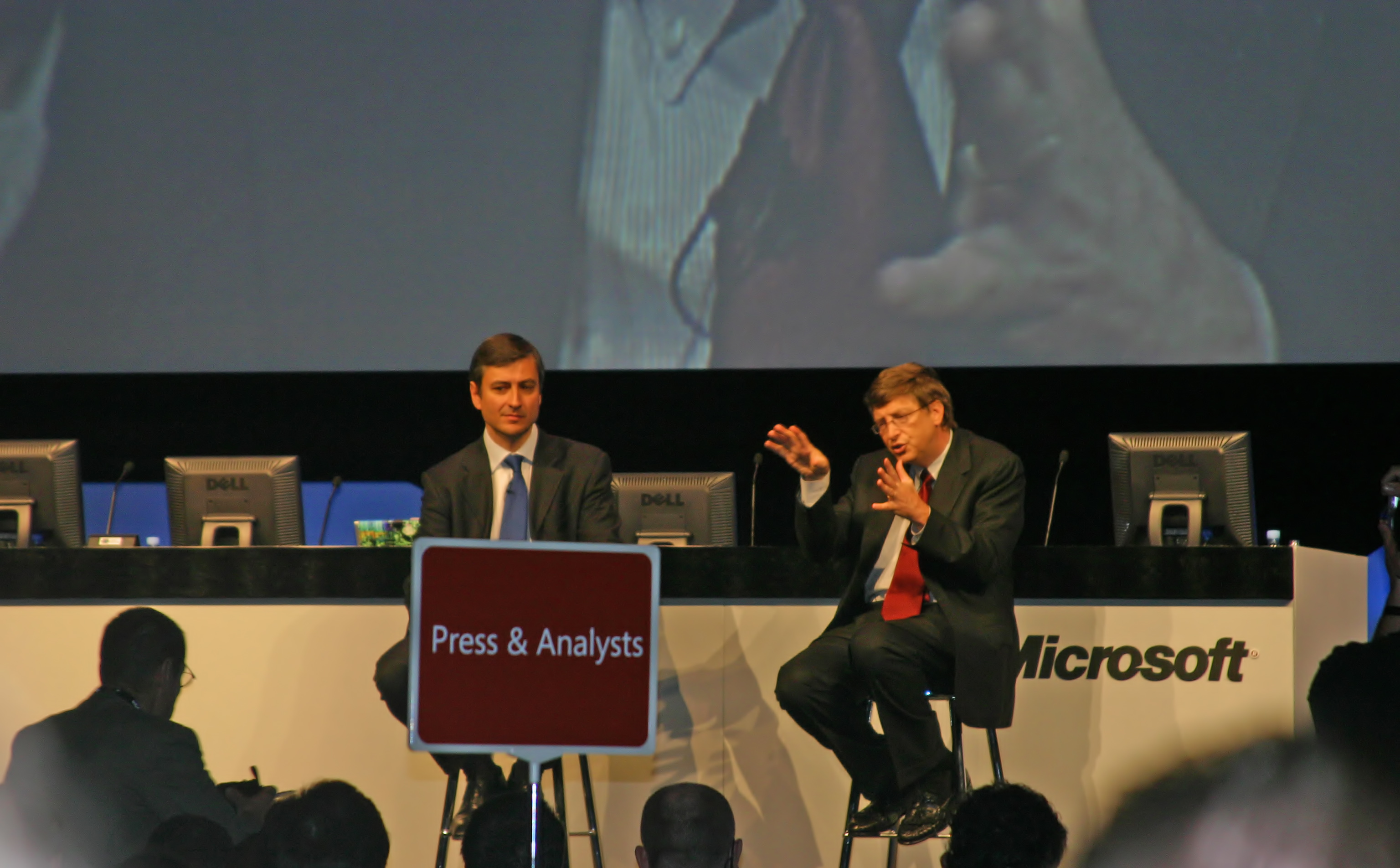
Bill Gates (a destra) al IT-Forum di Copenaghen del 2004

Steve Jobs della Apple vide Smalltalk al PARC della Xerox e ottenne la collaborazione di Bruce Horn dal 1981 al 1984 per sviluppare un calcolatore con interfaccia grafica denominato in seguito Lisa. Non essendoci il tempo per sviluppare un sistema operativo object-oriented su un altro sistema, si mantiene parte delle apparenze esterne. Per esempio Apple adottò un mouse con un solo pulsante invece di tre. Il Lisa fu poi sostituito dal Macintosh. Apple ottenne l'aiuto della Microsoft per scrivere alcune applicazioni per quest'ultimo che così ottenne una visione di primo piano delle API, pezzi del codice sorgente, ecc. della nuova interfaccia grafica. Questo portò allo sviluppo di Microsoft Word per Macintosh nel gennaio 1984 e di Microsoft Excel nel settembre 1985.
Nell'aprile 1983 la Microsoft adottò il mouse in alcune applicazioni come EDIT e poi nel novembre 1983 in un'interfaccia grafica funzionante sul sistema operativo MS-DOS. Questa interfaccia grafica si sviluppò poi nel 1985 in Windows 1.0, via via sviluppata fino alla versione Windows 3.1 nel 1992. L'introduzione di Windows 3.1 segna una delle pietre miliari di un percorso molto controverso che la Microsoft ha scelto. Infatti fino a Windows 3.1 l'interfaccia grafica è compatibile con DR-DOS. La Digital Research infatti rispose nel 1985 con GEM-DOS (GEM = Graphical Environment Manager oltre a significare gemma in inglese) e poi, nel 1988 trasformò CP/M nel DR-DOS. Fino al 1992 la Microsoft si trovò in regime di concorrenza, con varie versioni di sistemi operativi (PC-DOS, DR-DOS, etc.) con distribuzioni di versioni più o meno parallele. Ancora oggi possiamo trovare sul mercato le versioni più recenti, a parte MS-DOS che si è fermato alla versione 7.0. Infatti nell'agosto 1995 la Microsoft introdusse Windows 95, che è il primo sistema operativo grafico dell'azienda ed il secondo che abbia un successo commerciale dopo quello del Macintosh (se si esclude il Commodore Amiga). Negli stessi anni la Microsoft introdusse le versioni per MS-DOS dei vecchi linguaggi FORTRAN (che data dal 1954) e COBOL (che data dal 1959).
Nel 1985 Microsoft e IBM incominciano una collaborazione per la successiva generazione di sistemi operativi, l'OS/2 e IBM distribuisce l'ambiente grafico Topview precursore dell'interfaccia grafica che sarà usata sull'OS/2. Questo è anche l'anno dell'80386. La collaborazione con l'IBM dura fino al 1991, anno in cui Gates decide che non serve più e modifica il nome del proprio OS/2 in Windows NT. Nel marzo 1986 la Microsoft fu quotata in borsa. L'offerta iniziale per azione di 21 000 000 $ fece diventare Bill Gates di colpo un milionario. Nel 1987 all'annuncio di Microsoft e IBM della distribuzione di OS/2 v. 1.0, che avrebbe dovuto sostituire MS-DOS, le azioni raggiungono i 100 000 000 $ di quotazione. Si suppone che Gates sia, sul principio degli anni duemila, l'uomo più ricco del mondo.
Nel giugno 1992, Gates viene premiato con la National Medal of Technology and Innovation dall'allora Presidente degli Stati Uniti d'America George H. W. Bush. Nel 1993, alla distribuzione della versione MS-DOS 6.0 spregiudicatamente include un'applicazione di compressione chiamata DoubleSpace dopo una consulenza con Stac Electronics conclusa senza accordi relativi. Stac Electronics cita in giudizio la Microsoft e vince la causa. La Microsoft è costretta a distribuire MS-DOS 6.21 senza DoubleSpace, ma il danno è fatto. L'anno dopo con MS-DOS 6.22 è incluso DriveSpace che è invece prodotto internamente, anche se il principio è lo stesso.

### Matrimonio e impegno umanitario

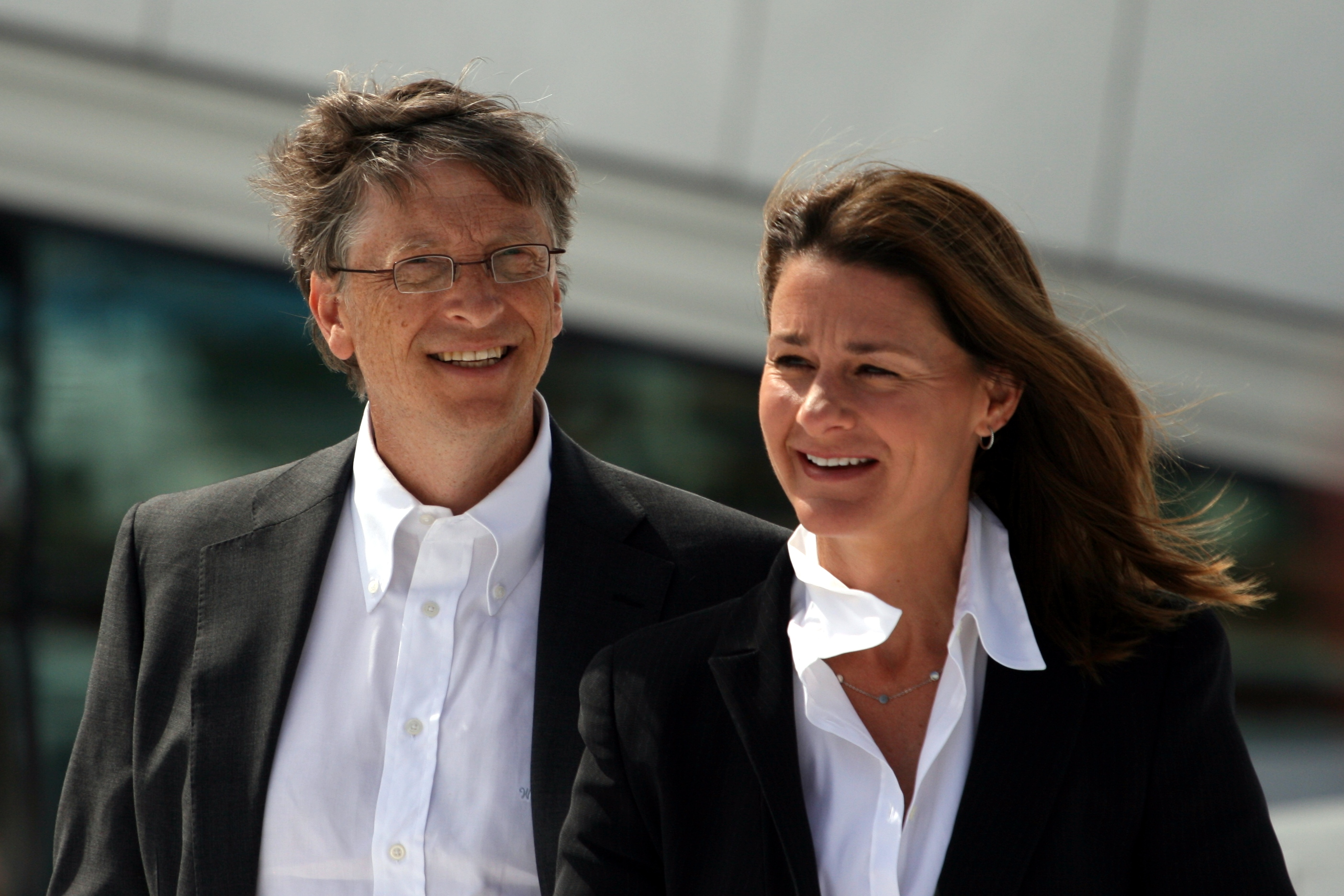
Bill e Melinda Gates nel giugno 2009

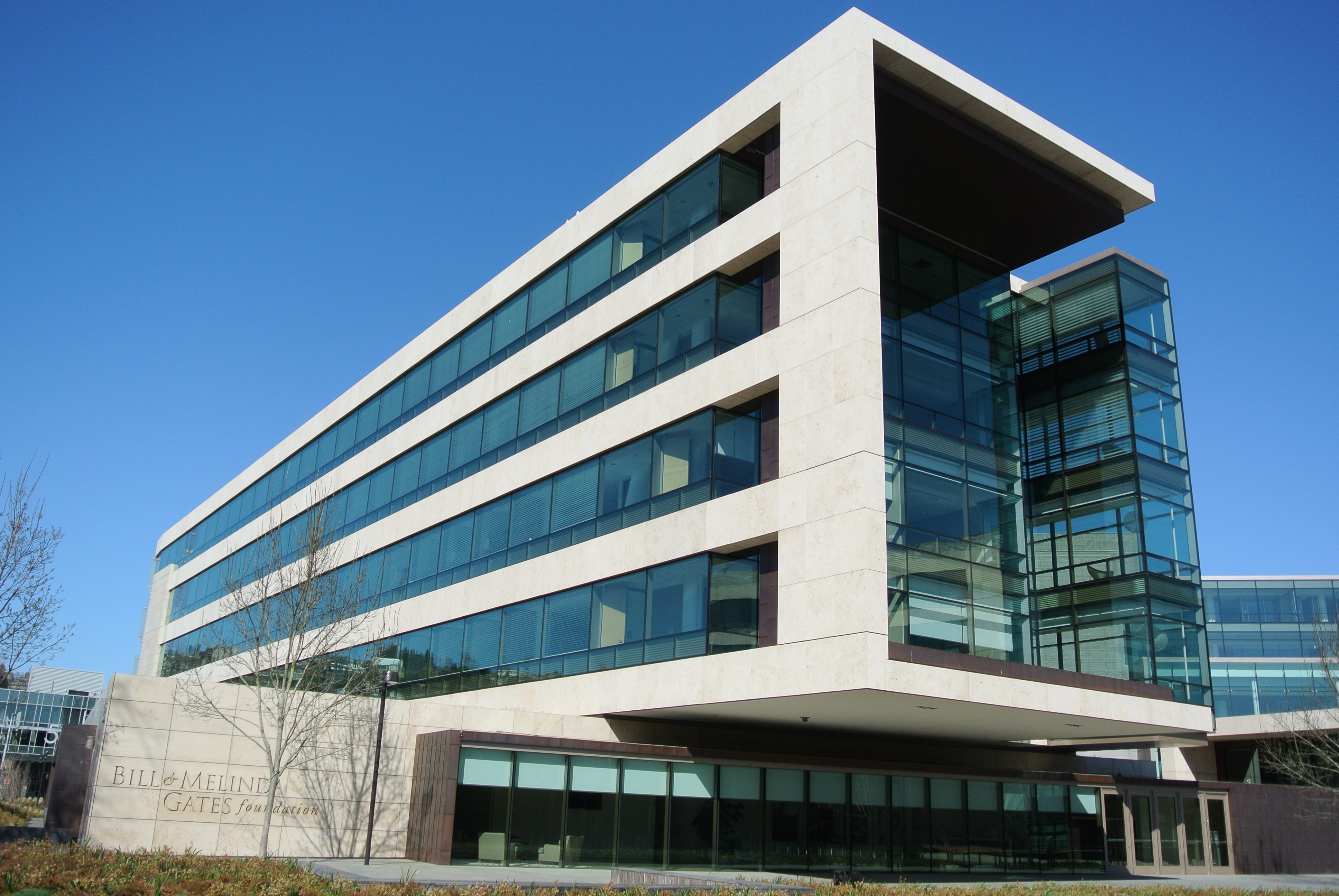
Fondazione Bill & Melinda Gates

Nel gennaio 1994, Gates ha sposato Melinda French, una dirigente delle vendite della sua società, a Lanai, Hawaii, con la quale ha avuto tre figli: Jennifer Katharine (26 aprile 1996), Rory John (23 maggio 1999) e Phoebe Adele (14 settembre 2002). La famiglia abita in una casa che si affaccia sul Lago Washington in Medina. Il valore della casa viene stimato, nel 2006, in 125 milioni di dollari.
Insieme alla moglie, nel 2000 Gates fonda la Fondazione Bill & Melinda Gates, organizzazione umanitaria privata che si occupa di combattere alcune malattie come l'AIDS soprattutto nel Terzo mondo.
Nel corso di una Keynote tenuta in occasione dell'incontro annuale del Forum economico mondiale a Davos, in Svizzera, che si è tenuto dal 23 al 27 gennaio 2008, Gates invoca l'inizio di una nuova era all'insegna del capitalismo creativo. Per capitalismo creativo, Gates intende un sistema in cui i progressi tecnologici compiuti dalle aziende non sono sfruttati semplicemente per la logica del profitto, ma anche per portare sviluppo e benessere soprattutto là dove ce n'è più bisogno, ossia nelle aree più povere del mondo.
Nel corso di una TED conference svoltasi nel 2010, Gates ha esposto dei progetti da applicare in futuro per ridurre l'impatto della CO2 nella vita quotidiana. L'argomento verteva principalmente nella possibilità di adottare nuove tecnologie più efficienti, e per introdurre l'argomento ha esposto una semplice equazione dove il primo tra i fattori moltiplicativi è la popolazione mondiale. Nello spiegare questo fattore Gates afferma testualmente: «Probabilmente uno di questi fattori deve abbassarsi quasi fino a zero. [...] Il primo fattore è la popolazione. Il mondo ha oggi 6,8 miliardi di abitanti. Ci dirigiamo verso i 9 miliardi. Se facciamo un buon lavoro con i vaccini, la sanità, la salute riproduttiva, possiamo diminuirlo forse del 10-15%...» Questa frase, estrapolata dal discorso viene spesso utilizzata da coloro che sostengono le teorie del complotto per affermare che Gates vorrebbe diminuire la popolazione mondiale tramite i vaccini essendo un argomento su cui ha spesso sostenuto l'importanza.
Il 25 settembre 2015 viene lanciata in tutto il mondo l'iniziativa The Global Goals che vede Bill e Melinda due dei protagonisti insieme a tanti altri attivisti ed artisti tra i quali: Malala Yousafzai, Anastacia, Stephen Hawking, Stevie Wonder, Kate Winslet, la regina Rania di Giordania, Jennifer Lopez, Meryl Streep e molti altri. I leader mondiali si sono impegnati a rispettare 17 obiettivi globali da realizzare nei prossimi 15 anni, tre dei più importanti: eliminare la povertà estrema, combattere la disuguaglianza, le ingiustizie e sistemare il cambiamento climatico.
A seguito della pandemia di COVID-19, molti giornali hanno riportato un discorso di Gates in una TED conference del 2015 in cui affermava che: «Se qualcosa ucciderà 10 milioni di persone nelle prossime decadi, è più probabile che sia un virus altamente contagioso invece di una guerra. Non missili ma microbi.», suggerendo di investire dei soldi sui vaccini e sulla preparazione del personale sanitario.
Nel maggio 2021 annuncia il divorzio da Melinda Gates in un comunicato congiunto diffuso su Twitter.

### Gli sviluppi di Microsoft Corp.
Il 27 giugno 2008, dopo trentatré anni, Gates dà ufficialmente le dimissioni da amministratore delegato di Microsoft Corporation per dedicarsi a tempo pieno alla Fondazione Bill & Melinda Gates insieme alla moglie, alla ricerca di nuovi software e hardware, per una maggior semplicità di utilizzo da parte degli utenti. Nel 2008 ha anche fondato il think tank bgC3 (Bill Gates Catalyst 3, in cui il 3 si riferisce alla terza entità, dopo Microsoft e Fondazione Bill & Melinda Gates). Gates lascia il suo posto a Steve Ballmer, già suo braccio destro da più di due anni, e rimane il presidente onorario di Microsoft Corporation.

## Aspetti controversi
Nella puntata di Report dell'11 maggio 2020, l'attività filantropica di Bill Gates è stata oggetto di inchiesta mostrando una serie di controversie. La Fondazione Bill & Melinda Gates risulta essere il secondo finanziatore dell'OMS dopo gli USA. Secondo Report, ciò lo renderebbe particolarmente influente da un punto di vista decisionale, viste le difficoltà dell'Organizzazione a reperire fondi, sebbene il contributo della Fondazione Bill & Melinda Gates si aggiri attorno al 10% e le decisioni siano in realtà prese dagli organismi parte dell'Assemblea mondiale della sanità, della quale fanno parte solo gli Stati membri. Nella trasmissione viene inoltre dato risalto agli investimenti della Fondazione in case farmaceutiche, senza peraltro specificare se questi conferiscano effettivamente alla Fondazione un peso determinante nelle decisioni operative.

## Nella cultura di massa
- La storia di Bill Gates, insieme a quella di Steve Jobs, è romanzata nel film I pirati di Silicon Valley del 1999.
- Nel 2019 viene prodotta la miniserie Dentro la Mente di Bill Gates (in inglese Inside Bill's Brain: Decoding Bill Gates) per la regia di Davis Guggenheim, disponibile su Netflix in tre parti da 50-55 minuti ciascuna; racconta la vita di Bill Gates alla ricerca di idee per risolvere i problemi dell'umanità.
- Viene anche preso in giro insieme a Mark Zuckerberg e Warren Buffett nella canzone, diventata virale grazie a TikTok, Bezos I di Bo Burnham.

## Filmografia
Attore
- Frasier – serie TV, episodio 9x08 (2001) [46]
- The Big Bang Theory – serie TV, episodio 11x18 (2018)